# Thiessow

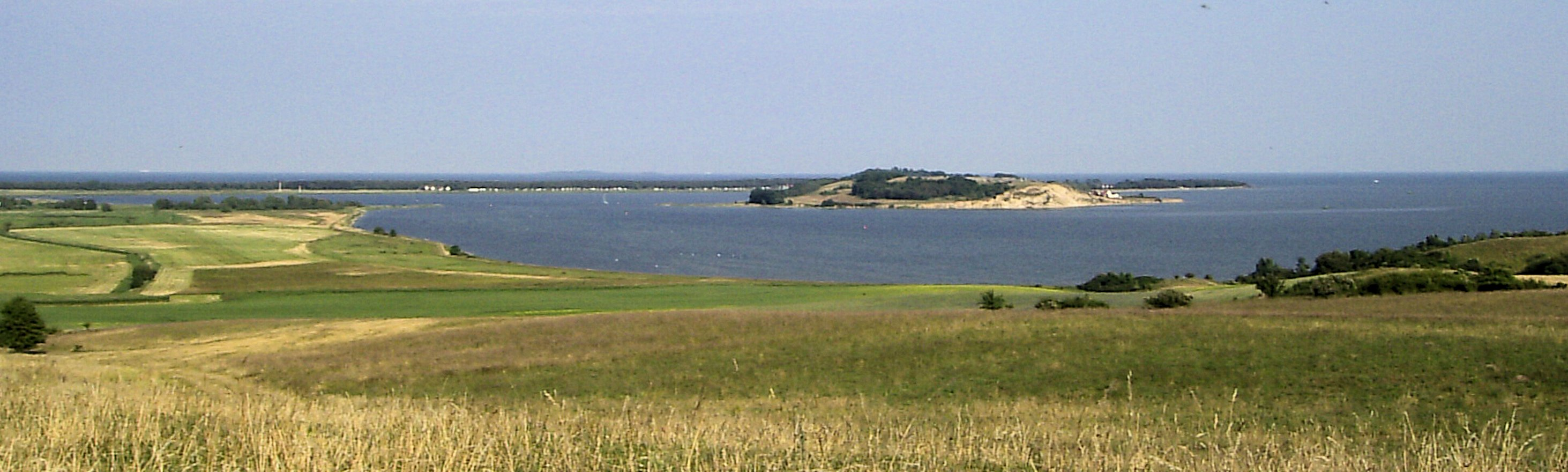
Blick vom Großen Zicker auf den Zicker See und den Kleinen Zicker mit dem 38 Meter hohen Zickerschen Berg

Das Ostseebad Thiessow (bis zum 19. März 1995 Thießow) ist seit dem 1. Januar 2018 ein Ortsteil der Gemeinde Mönchgut im Landkreis Vorpommern-Rügen auf der Insel Rügen in Mecklenburg-Vorpommern (Deutschland). Bis zum 31. Dezember 2017 war Thiessow eine eigenständige Gemeinde mit dem Ortsteil Klein Zicker am westlichen Zipfel der Gemeinde.

## Geografie

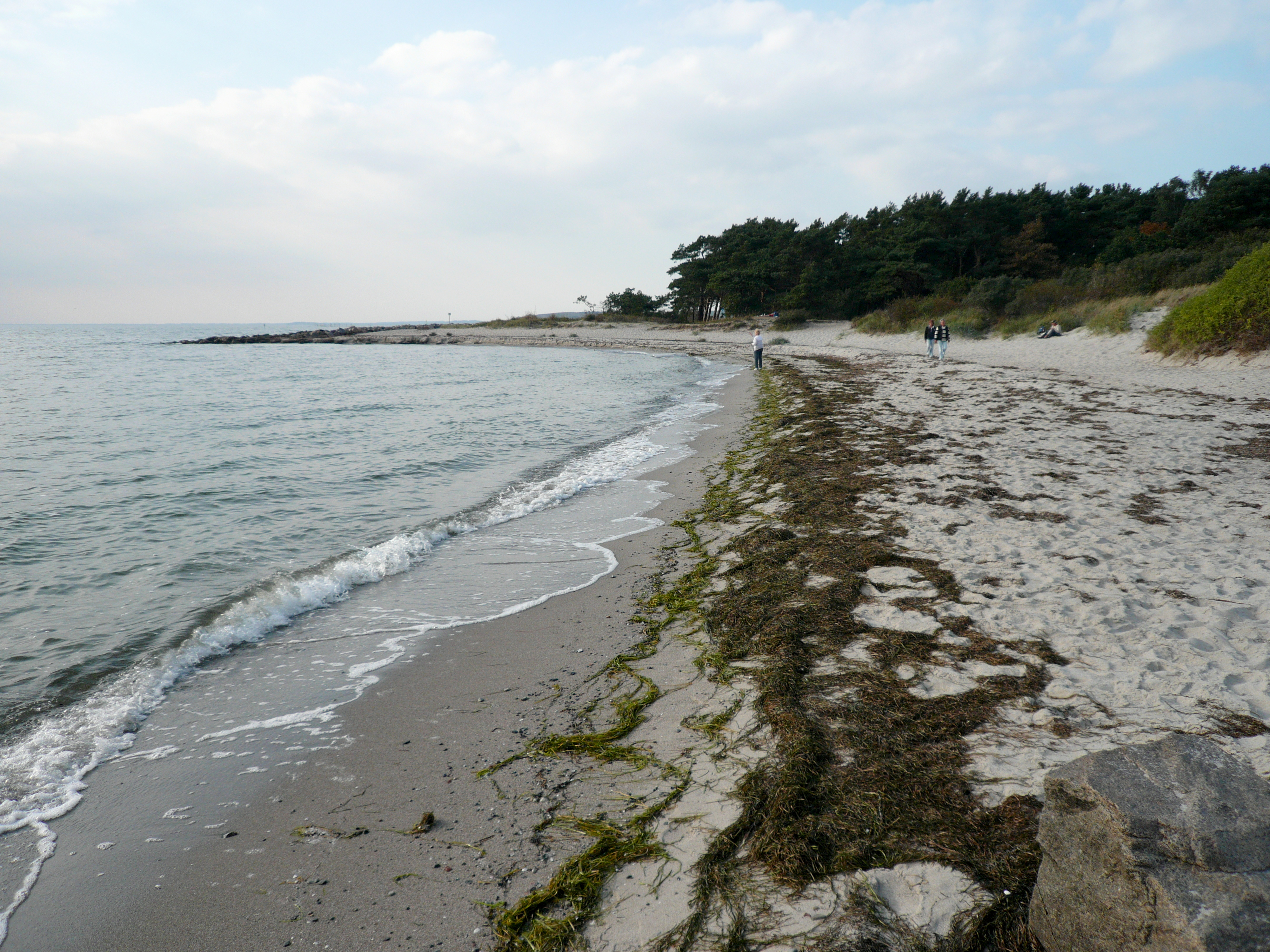
Der Endhaken

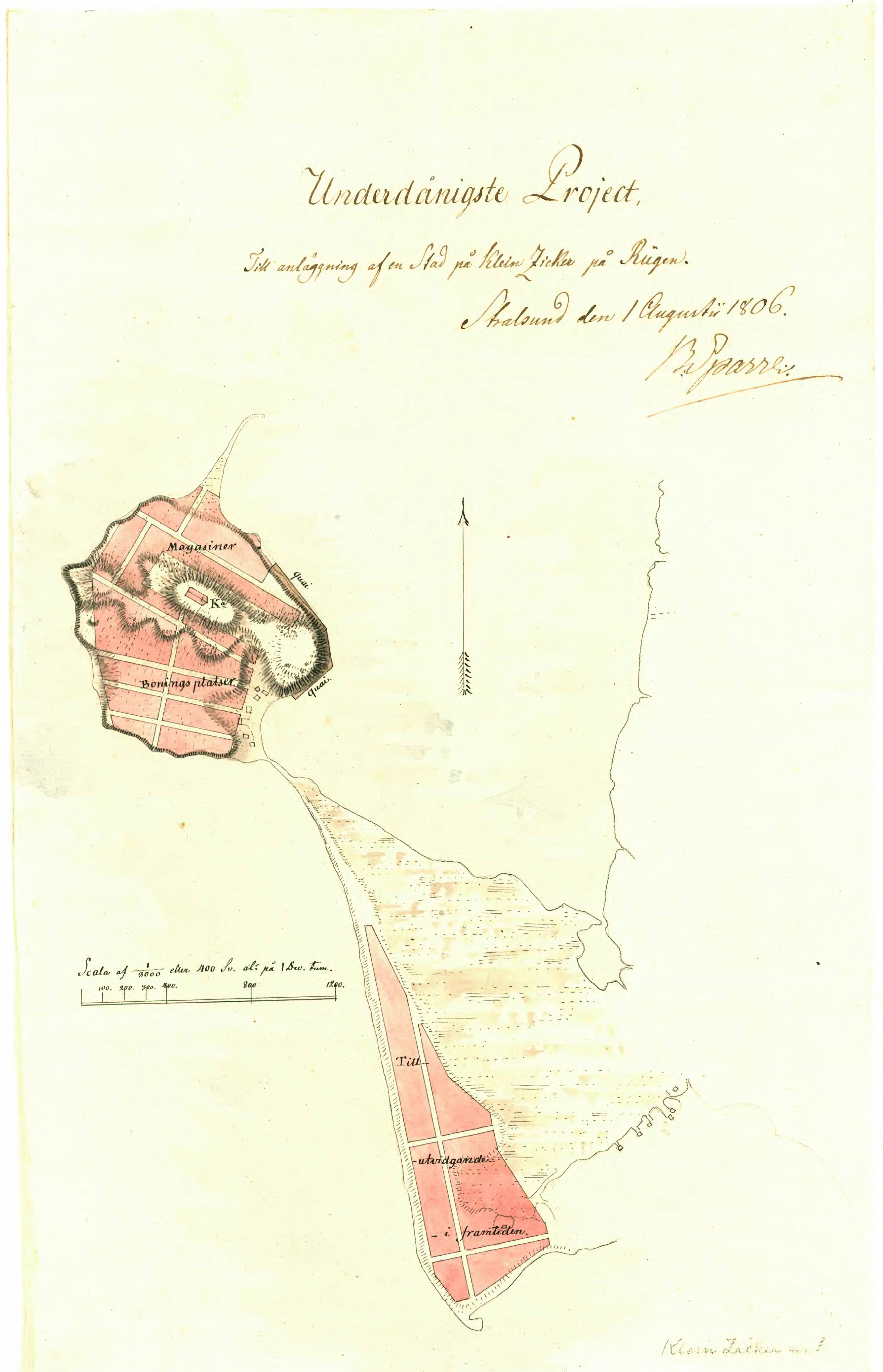
Plan zur Errichtung des Hafens und der Stadt „Gustavia“ auf Klein Zicker aus dem Jahr 1806

Thiessow liegt auf der Halbinsel Mönchgut am südöstlichen Zipfel der Insel Rügen im Biosphärenreservat Südost-Rügen. Sie befindet sich auf den hakenförmig um den Zicker See angeordneten Halbinseln Klein Zicker und Südperd und ist von drei Seiten vom Greifswalder Bodden sowie der Ostsee umgeben. Erwähnenswert ist der 36 Meter hohe Lotsenberg am Südperd. Der südlichste Punkt des Ortes ist der Endhaken. Etwa neun Kilometer nördlich liegt Göhren und 37 Kilometer nordwestlich Bergen.

## Ehemalige Gemeinde
Die ehemalige Gemeinde Thiessow hatte eine Fläche von 2,35 km² und 151 Einwohner (Stand 31. Dezember 2015). Sie wurde vom Amt Mönchgut-Granitz mit Sitz in der Gemeinde Baabe verwaltet. Letzter Bürgermeister war Holger Roepke.

## Geschichte
Der Ort wurde im Jahr 1360 erstmals urkundlich als Tisowe erwähnt. Die Herleitung aus dem Slawischen von Eibenort ist nicht gesichert. Die Erwähnung erfolgte in einer Kaufurkunde der Mönche des Klosters Eldena bei Greifswald, die den südlichen Teil dieser Halbinsel kauften, deren Name „Mönchgut“ sich daher ableitet. Der Ort war bis 1326 Teil des Fürstentums Rügen und danach des Herzogtums Pommern.
Während des Dreißigjährigen Krieges wurde der Ort vollständig zerstört. Mit dem Westfälischen Frieden von 1648 wurde Rügen und somit auch das Gebiet von Thiessow ein Teil von Schwedisch-Pommern. Anfang des 18. Jahrhunderts wurden von den Truppen des schwedischen Königs Karl XII. im Großen Nordischen Krieg Schanzen angelegt. Diese Befestigungen, die überwiegend aus einfachem Erdwerk, verstärkt durch Faschinen, sollten die Fahrrinne durch Greifswalder Bodden zum Strelasund schützen. Längs der Nehrung von Thiessow nach Klein Zicker waren laut Preußischem Urmesstischblatt sieben Schanzen aufgereiht, nordöstlich von Thiessow ebenfalls eine größere Schanze und direkt nördlich vom Ort eine Landwehr. Von diesen Befestigungen ist fast nichts mehr zu sehen, weil nach 1815 alle Schanzen aufgegeben, geschleift und planiert wurden, die Reste sind durch natürliche Erosion verschwunden. Überreste sind noch auf dem Lotsenberg auszumachen.
Am 11. September 1806 befahl der schwedische König Gustav IV. Adolf die Planung und den anschließenden Bau des Kriegshafens Gustavia und einer dazugehörigen Stadt auf Klein Zicker. Mit der napoleonischen Invasion 1807 wurde das Projekt unterbrochen, es blieb nur eine Landungsplattform (jetzt unter Wasser). Die Planung und der Bau wurden nach Abzug der Franzosen, die die Pläne mitgenommen haben sollen, nicht wieder aufgenommen. 1815 kam Schwedisch-Pommern an Preußen, der Hafenbau wurde nicht weiter verfolgt.
Im Jahr 1854 erbaute die preußische Regierung in Thiessow für Stralsund eine Lotsenwache. Im Jahr 1909 wurde der Lotsenturm Thiessow in Betrieb genommen, er verfiel jedoch bis 1977. Ende der 1990er Jahre erfolgte der Wiederaufbau nach dem historischen Vorbild. Im April 2003 wurde der neu erbaute Lotsenturm der Öffentlichkeit übergeben.
Seit 1818 gehörte Thiessow zum Kreis bzw. Landkreis Rügen der preußischen Provinz Pommern. In den Jahren von 1952 bis 1955 war es dem Kreis Putbus zugehörig. Die Gemeinde gehörte danach bis 1990 zum Kreis Rügen im Bezirk Rostock und wurde im Jahr 1990 Teil des Landes Mecklenburg-Vorpommern. Der seit 1990 wieder so bezeichnete Landkreis Rügen ging 2011 im Landkreis Vorpommern-Rügen auf.
Am 1. Juli 1950 wurde die bis dahin eigenständige Gemeinde Klein Zicker eingegliedert.
Zum 1. Januar 2018 schloss sich Thiessow mit Gager und Middelhagen zur neuen Gemeinde Mönchgut zusammen.

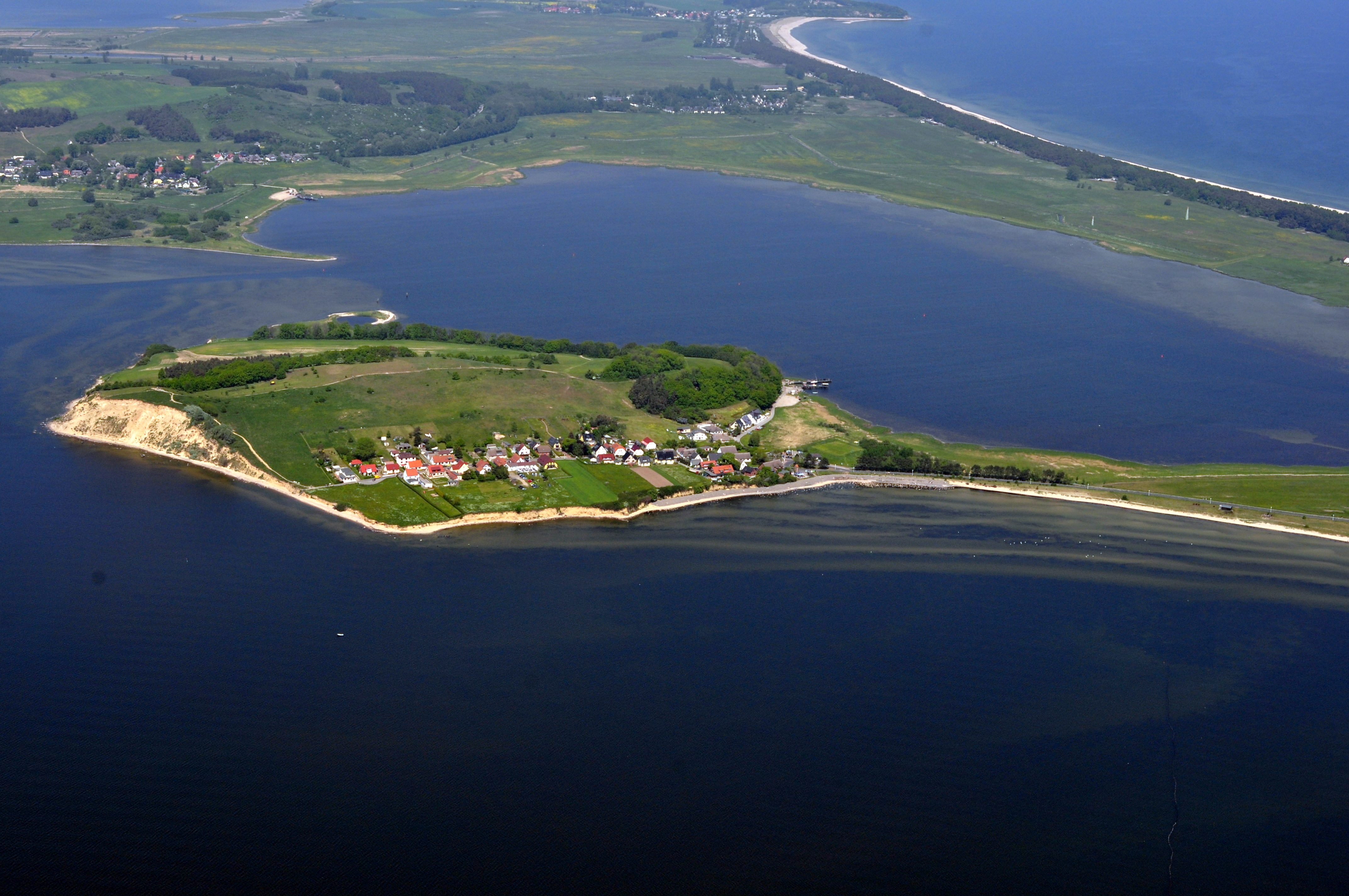
Der Landhaken von Klein Zicker aus der Luft

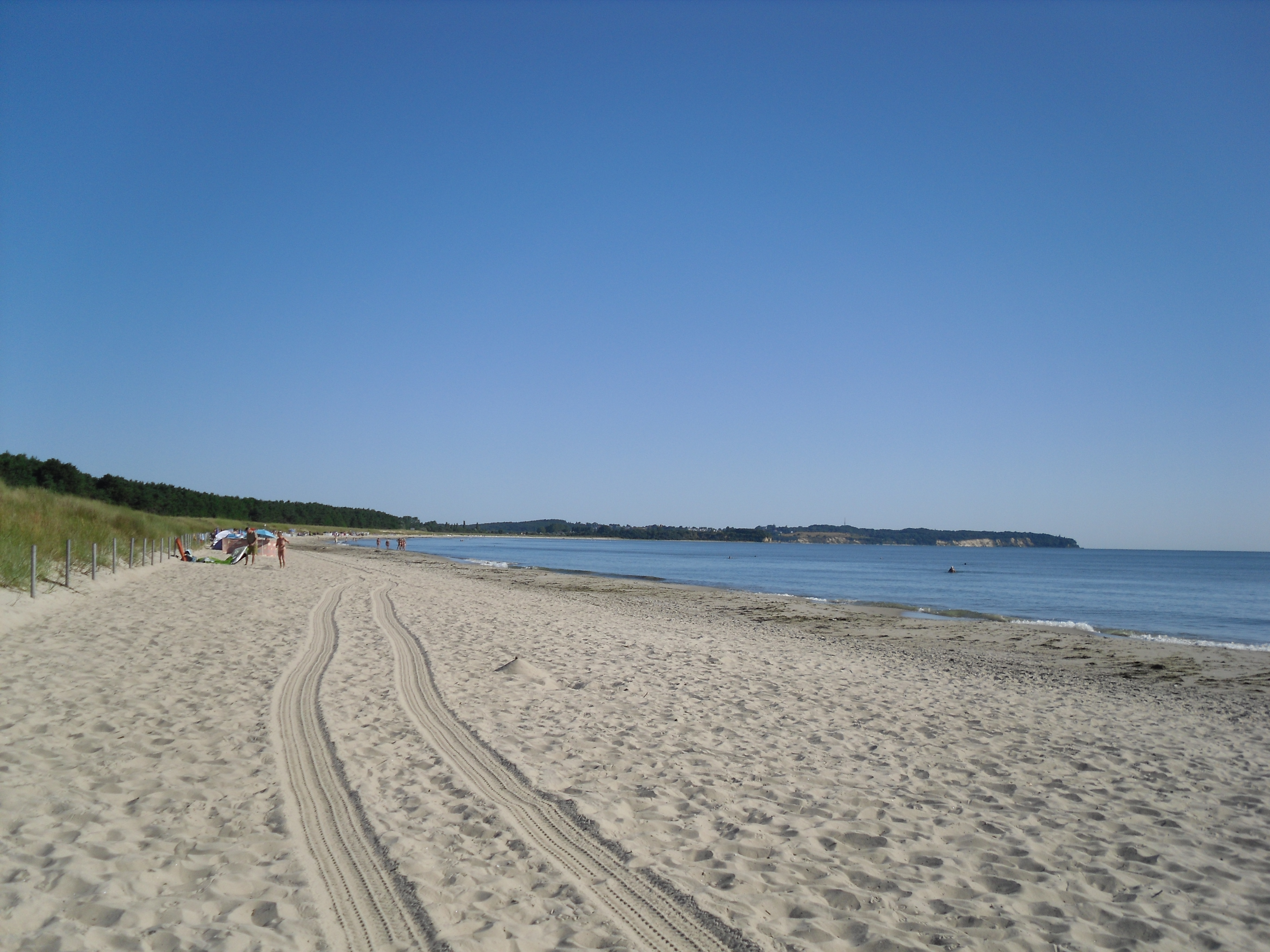
Strand in Thiessow mit Blickrichtung nach Lobbe, 2013

## Sehenswürdigkeiten
- Lotsenberg mit Lotsenturm Thiessow
- Aussichtspunkt Kleiner Königstuhl
- Kurpark Thiessow
- Oberhalb von Klein Zicker befindet sich das Bodendenkmal Schanze bei Klein Zicker.

## Wirtschaft und Infrastruktur

### Verkehrsanbindung
Thiessow ist über die Landesstraße 292 zu erreichen, über die in Göhren die Bundesstraße 196 erreicht wird. Der Ort ist auch über die Bahnhöfe Philippshagen und Göhren (Rügen) der Rügenschen Kleinbahn zu erreichen, die jeweils etwa neun Kilometer nördlich von Thiessow liegen. Thiessow und Klein Zicker verfügen jeweils über einen kleinen Hafen am Zicker See. Größte Anlage ist der nordwestlich von Thiessow gelegene Hafen Thiessow.

## Trivia
Thiessow dient in verschiedenen literarischen Werken als Handlungsort, so beispielsweise in Der Strandvogt von Jasmund (1860) von Philipp Galen, Seegeschichten (1889) von Heinrich Kruse, Gustel Wildfang (1900) von Luise Glaß und Jost Seyfried (1905) von Cäsar Flaischlen.
Der Spielfilm Spätwerk (2018) mit Henry Hübchen in der Hauptrolle wurde an verschiedenen Orten auf Rügen, u. a. in Thiessow, gedreht.

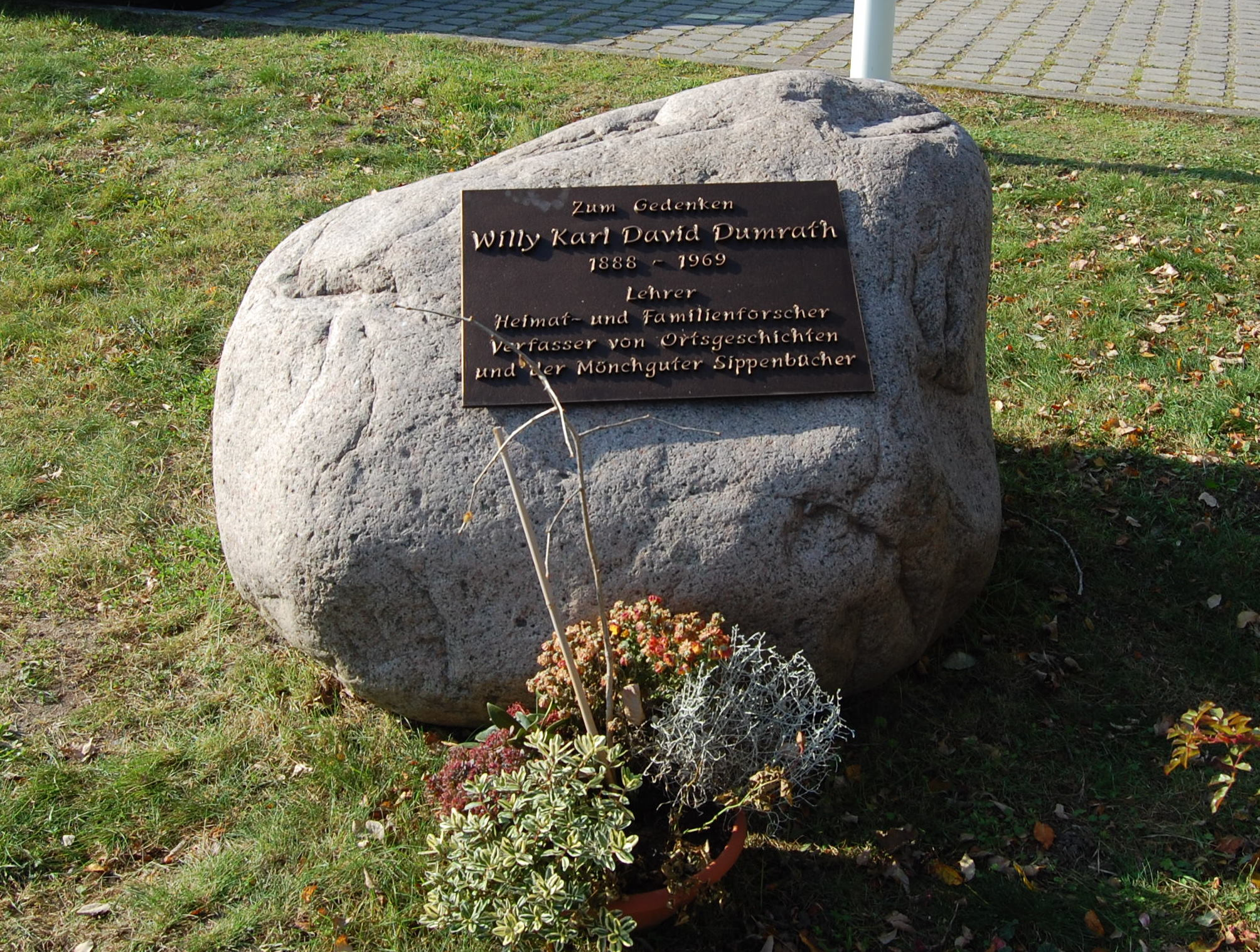
Gedenkstein für Willy Dumrath in Thiessow

## Persönlichkeiten
1888 wurde der Mönchguter Heimatforscher Willy Dumrath (1888–1969) in Thießow geboren. Der deutsche Fotograf Oswald Lübeck (1883–1935) betrieb ab 1924 in Thießow einen Strandkiosk und verstarb 1935 im Ort.